# Morro Cabeça no Tempo
Morro Cabeça no Tempo is een gemeente in de Braziliaanse deelstaat Piauí. De gemeente telt 4.378 inwoners (schatting 2009).